# Anthony Maitland Stenhouse
Pour les articles homonymes, voir Stenhouse.
Anthony Maitland Stenhouse (21 février 1849-1927) est un homme politique canadien de la Colombie-Britannique. Il est député provincial indépendant de la circonscription britanno-colombienne de Comox de 1886 à 1887.

## Biographie
Né à Édimbourg en Écosse, Stenhouse fait des études à l'Université d'Édimbourg et échoue à se qualifier en médecine. En 1884, il voyage de New York à Puget Sound et Vancouver. Il s'installe dans la vallée de Comox (en) en 1884 où il fait l'acquisition d'une ferme. En 1887, il s'associe à l'Église de Jésus-Christ des saints des derniers jours et démissionne de son siège de député et fait campagne aux côtés de Thomas Basil Humphreys qui lui succède. Après avoir planifié de s'installer dans le territoire de l'Utah, il préfère s'installer dans la colonie mormone dirigée par Charles Ora Card (en) dans les Territoires du Nord-Ouest (aujourd'hui partie au sud de l'Alberta). Bien que Stenhouse soit demeuré célibataire, il défend vigoureusement le droit des Mormons à pratiquer la polygamie. Après l'adoption de la législation fédérale par le gouvernement de John Thompson, Stenhouse retourne en Grande-Bretagne et semble apparemment abandonner la foi mormone.